# Cindu

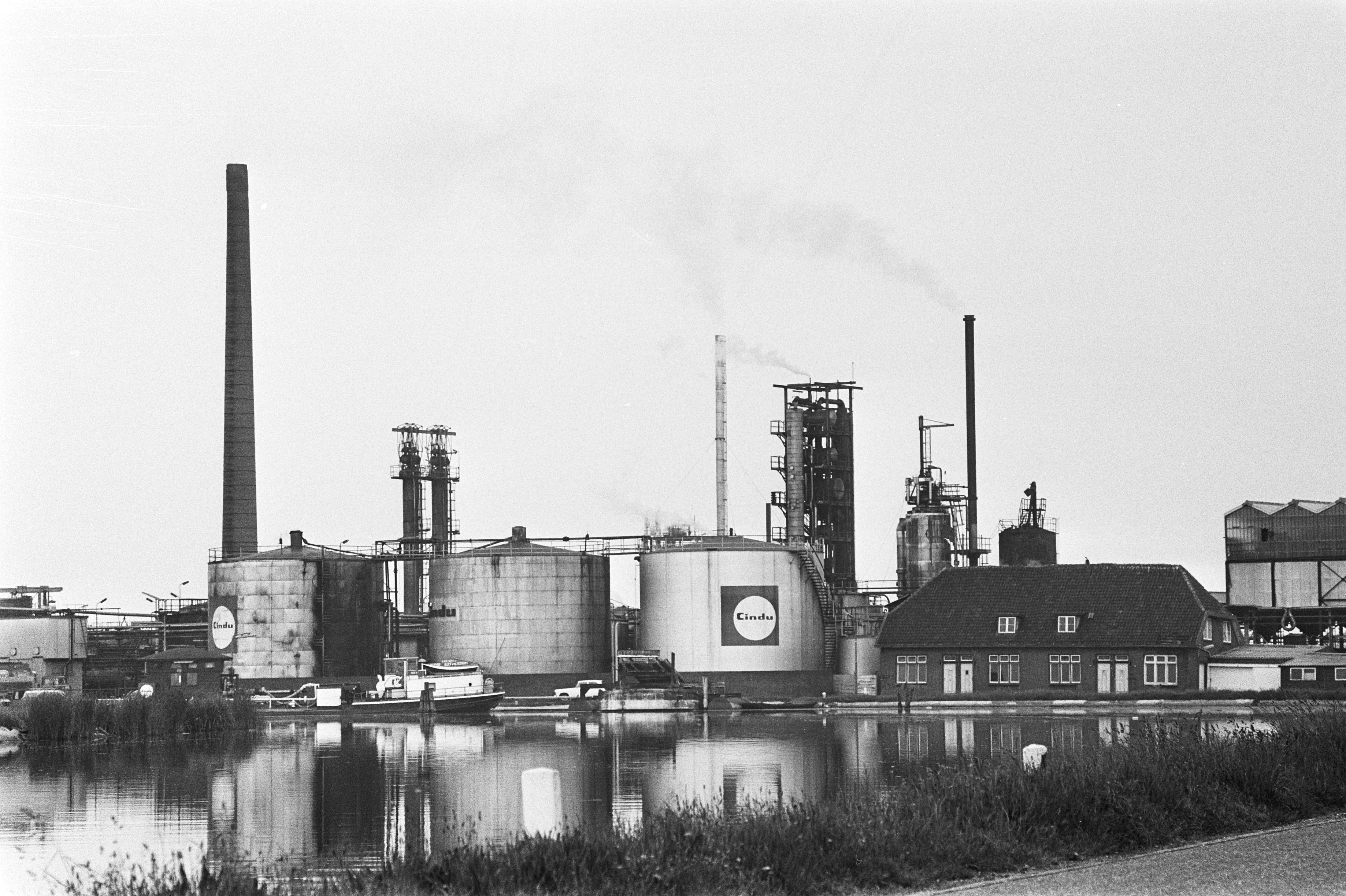
Cindu in 1971

Cindu (Chemische INDustrie Uithoorn) was een chemische fabriek te Uithoorn en een van de belangrijkste bedrijven aldaar.
De fabriek werd in 1922 opgericht als Nederlandsche Teer- en Asphaltindustrie op het terrein van een voormalige zwavelzuurfabriek van Ketjen die in 1916 werd gesloten. Het bedrijf, dat de naam "Cindu Chemicals" kreeg, was voor 50% in handen van Corus en voor 50% van Cindu B.V. In 2003 werkten tachtig mensen en bedroeg de productie 130 kiloton. Op 1 maart 2010 kwam Cindu Chemicals in handen van het Amerikaanse chemiebedrijf Koppers Inc., een producent van onder meer carbon black.
Cindu verwerkte steenkoolteer tot een groot aantal producten. De steenkoolteer is afkomstig van de cokesfabrieken van Corus en wordt per binnenvaartschip, met de naam 'TTS 1', aangevoerd.

## Geschiedenis
In 1955 fuseerde de Nederlandsche Teer en Asphalt Industrie met de Utrechtsche Asphaltfabriek NV, die laatste nam 50% van de aandelen. De nieuwe naam werd Chemische Industrie Uithoorn N.V. (Cindu).
In 1959 werd, samen met het Amerikaanse bedrijf Neville Chemical Company Inc., de Nevcin Polymers B.V. opgericht. Deze kwam in 1999 voor 100 % in handen van Neville en is in 2003 omgedoopt in Neville Chemicals Europe B.V.. Dit bedrijf ontwikkelt, produceert en verkoopt synthetische koolwaterstofharsen voor het verbeteren van de vloei- en droogeigenschappen van inkten en verven. De grondstoffen hiervoor komen uit de petrochemische industrie. Het bedrijf had in 2003 110 werknemers en produceerde 20 kiloton kunsthars. Na de verkoop van het belang bleef er een nauwe samenwerking tussen Cindu en Neville.
Naast de verkoop van het belang in Nevcin werd in 1997 de Nederlandse Wegtanker Maatschappij verkocht (aan de Harry Vos groep te Oss) en in 1998 de onderhoudsmaatschappij Hertel.
Hiernaast bestond nog Cekadak, later: Cindu-Key&Kramer, een fabrikant van dakbedekkingen, later Daksystemen Nederland genaamd.
Op 1 maart 2010 kwam Cindu Chemicals in handen van het Amerikaanse chemiebedrijf Koppers Inc., een producent van onder meer carbon black. Na bijna vier jaar werd de productie gestopt en op 30 juni 2014 sloot de fabriek zijn deuren in Uithoorn.

## Proces
De steenkoolteer onderging in het bedrijf bewerkingen als destillatie en kristallisatie, waarbij onder meer naftaline, pek en olie ontstond. De koolwaterstofharsen werden uit aardolieproducten verkregen door katalytische polymerisatie.

## Producten
- Elektrodenpek voor de vervaardiging van anodes voor de aluminiumindustrie, zoals die bijvoorbeeld vervaardigd worden bij Aluchemie te Rotterdam.
- Carbolineum en creosoot voor houtverduurzaming.
- Teer voor de verfindustrie, soms gecombineerd met kunststoffen. Corrosiewerend.
- Roetolie, voor de vervaardiging van carbon black, dat dient als kleurstof in inkt en als vulmiddel in autobanden.
- Naftaline, voor de betonindustrie
- Bindmiddelen, onder meer voor de wegenbouw.
- Gespecialiseerde producten voor bijvoorbeeld de farmaceutische en cosmetische industrie.

## Milieu en veiligheid

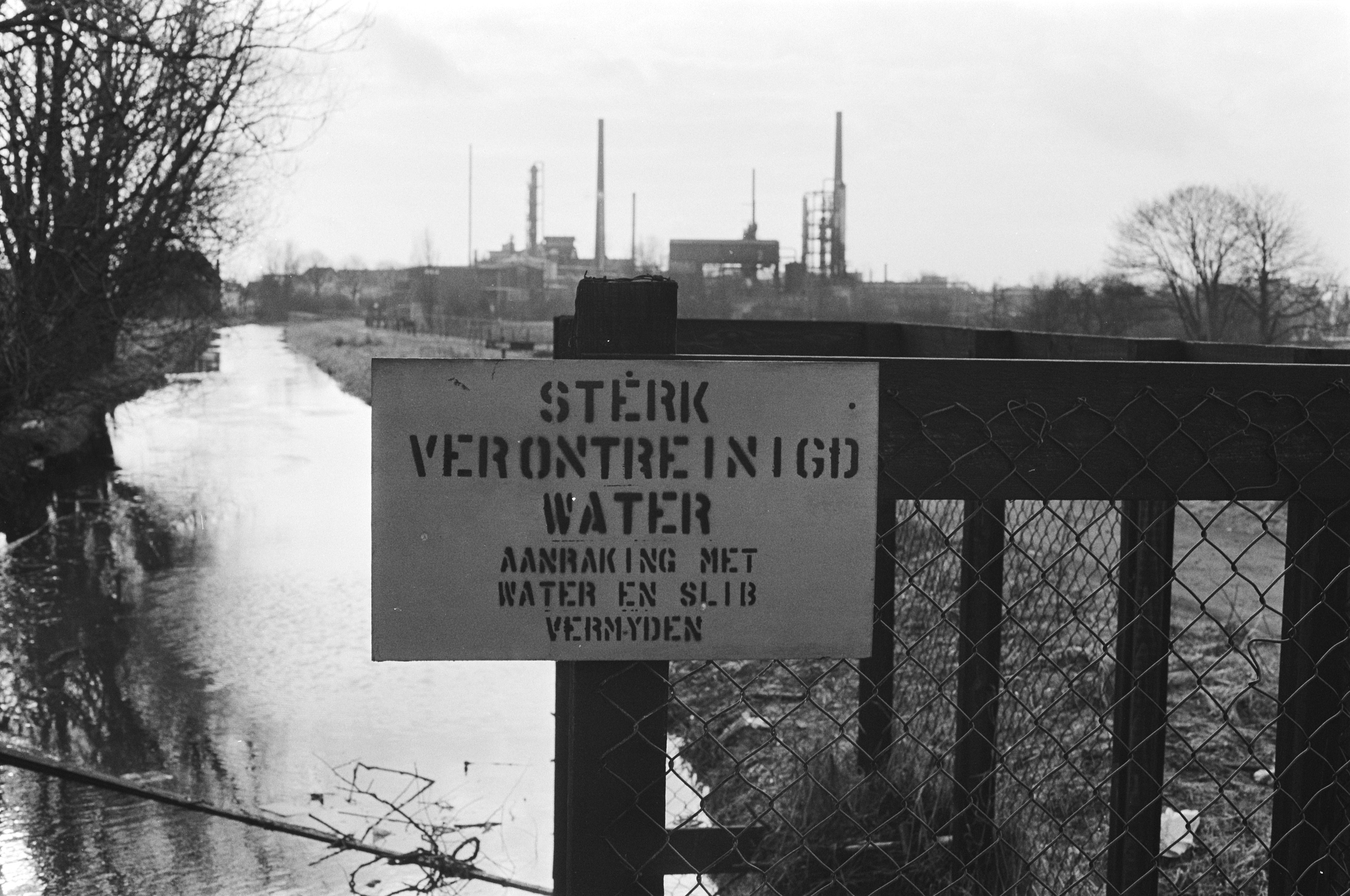
Kankerverwekkende stoffen bij Cindu (1982)

De productie kende diverse milieu- en veiligheidsaspecten. Zo bevat de grondstof steenkoolteer tal van kankerverwekkende stoffen zoals polycyclische aromatische koolwaterstoffen. Daarnaast kunnen vluchtige stoffen ontstaan die aanleiding geven tot brand en/of explosie. De productie veroorzaakte in het verleden ernstige vervuiling van grond- en oppervlaktewater en schadelijke emissies naar de atmosfeer. Cindu was een van de eerste Nederlandse bedrijven die de aandacht van de milieubeweging kreeg. De actiegroep Cindroom ageerde tegen de kwalijke uitstoot van de fabriek.
Op 8 juli 1992 waren bij een ontploffing op het complex drie doden te betreuren.